# Pagurus setosus
Pagurus setosus är en kräftdjursart som först beskrevs av James Everard Benedict 1892.  Pagurus setosus ingår i släktet Pagurus och familjen eremitkräftor. Inga underarter finns listade i Catalogue of Life.